# Szczytnica
Szczytnica (niem. Martinwaldau; dawn. Marcinkowce) – wieś w Polsce położona w województwie dolnośląskim, w powiecie bolesławieckim, w gminie Warta Bolesławiecka.

## Podział administracyjny
W latach 1975–1998 miejscowość administracyjnie należała do województwa legnickiego.